# Alotanypus kuroberobustus
Alotanypus kuroberobustus är en tvåvingeart som först beskrevs av Sasa och Okazawa 1992.  Alotanypus kuroberobustus ingår i släktet Alotanypus och familjen fjädermyggor. Inga underarter finns listade i Catalogue of Life.